# داود قيسي
داود قيسي (من مواليد 12 مايو 1991) هو لاعب كرة قدم أمريكي لعب سابقًا لفريق كرة القدم هاريسبرغ هيت.

## كلية
تخرج القيسي من مدرسة كونستوجا فالي الثانوية قبل الالتحاق بجامعة لوك هافن في عام 2009. شارك في 65 مباراة وسجل 5 أهداف.

## احترافي

### شباب الخليل
بعد التخرج من جامعة لوك هافن، وقع القيسي مع نادي كرة القدم المحترف في الضفة الغربية، شباب الخليل من الدوري الممتاز في 19 يوليو 2013. بدأ ظهوره الاحترافي في 29 يوليو 2013، في المباراة الأولى لفريق شباب الخليل في الموسم التحضيري ضد هلال القدس. استمتع بفترة قصيرة هناك حيث شارك في 16 مباراة وسجل 3 أهداف ليساعد فريفه الفوز ببطولة كأس السوبر الفلسطيني وكأس السوبر في الضفة الغربية.

### هاريسبرغ هيت
عاد قيسي إلى الولايات المتحدة لتوقيع عقدًا مع هاريسبرغ هيت. ظهر لأول مرة مع النادي وسجل هدفين لهم في مباراة ودية قبل الموسم ضد نيوجيرسي دينامو.

### نادي الشباب العربي
وفي يناير 2014 وقع عقدًا مع نادي الشباب لموسم 2014 - 2015 في دبي بدولة الإمارات العربية المتحدة.

### هاريسبرغ هيت
عاد إلى الولايات مرة أخرى للتوقيع مع هاريسبرغ هيت.

### التقاعد
يقيم القيسي الآن في غينزفيل، فلوريدا، حيث يدرس في كلية طب الأسنان بجامعة فلوريدا.
وفي صيف 2021، بدأ القيسي عامه الثاني، حيث عمل في مختبر المحاكاة.

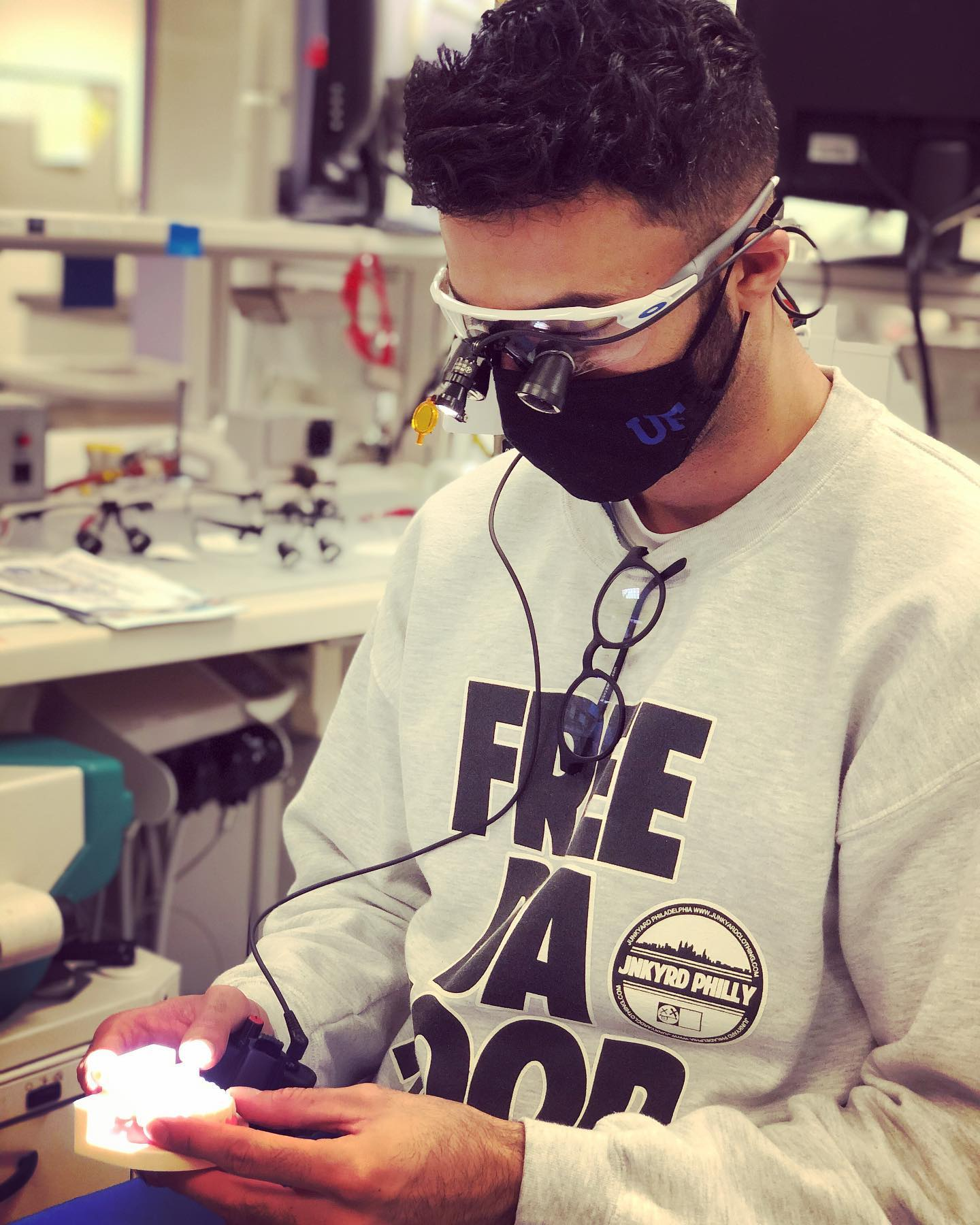
داود يعمل في مختبر الأسنان في عام 2020

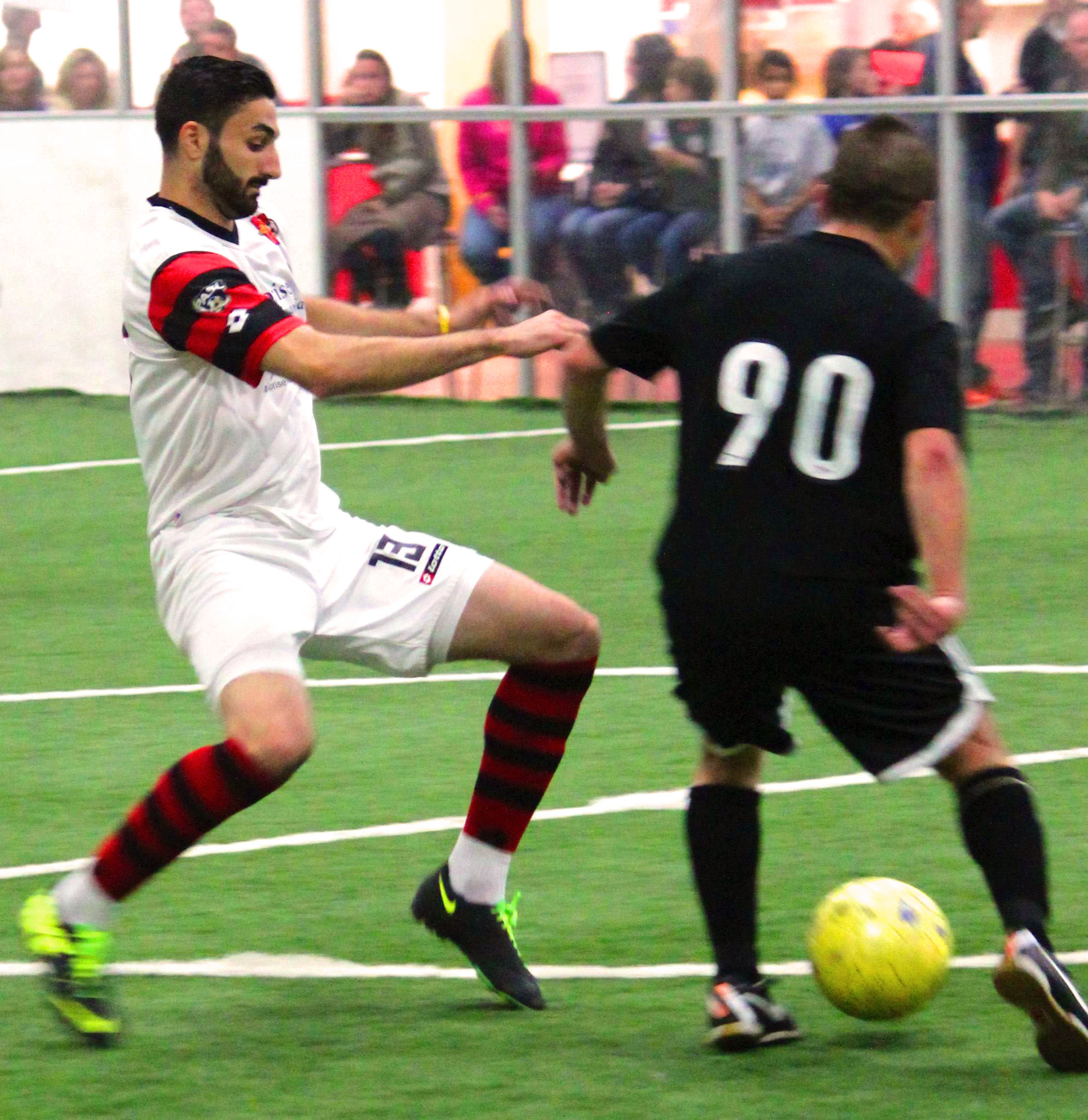
القيسي مع هاريسبرغ هيت